# Ajtiologia
Ajtiologia, etiologia – wyjaśnienie w formie mitu lub legendy przyczyny (gr. aitia) powstania tradycji, zwyczajów, instytucji społecznych, kultów religijnych, konstelacji gwiezdnych itp.
Był to temat poezji ajtiologicznej. Tworzyli ją głównie w starożytności tacy autorzy jak  m.in.:
- Helwiusz Cynna[4],
- Kallimach[3][4],
- Katullus[3][4],
- Nikander[4],
- Owidiusz[3][4].